# South Stormont
South Stormont est un canton de l'est de l'Ontario, au Canada, situé précisément dans les comtés unis de Stormont, Dundas et Glengarry. Il est situé à 53 kilomètres au sud-est d'Ottawa. Le canton de South Stormont borde, mais n'inclut pas, la ville de Cornwall.
Le canton est créé le 1er janvier 1998, lors de la fusion des anciens cantons de Cornwall et d'Osnabruck. Jim Brownell a été son premier préfet.
La Long Sault Parkway est située à proximité.

## Localités
Le canton de South Stormont comprend un certain nombre de villages et de hameaux, dont les localités suivantes :
- Canton de Cornwall: Beaver Glen, Bonville, Harrison's Corners, Long Sault, Northfield, Rosedale Terrace, St. Andrews Ouest, Black River, McMillans Corners (partie), Sandfield Mills, Churchill Heights, Northfield Station, Lakeview Heights.
- Canton d'Osnabruck: Ingleside, Lunenburg, Newington, Osnabruck Centre, Ault Island, Bush Glen, Bunker Hill, Dixon, Gallingertown, North Lunenburg, North Valley, Pleasant Valley, Sandtown, Cedar Grove